# Philipp Rösler

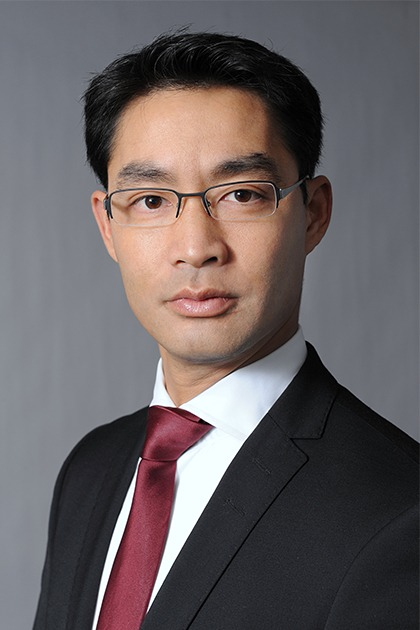
Philipp Rösler (2012)

Philipp Rösler (* 24. Februar 1973 in Khánh Hưng, Südvietnam) ist ein ehemaliger deutscher Politiker (FDP) und derzeitiger Wirtschaftsmanager.
Von 2009 bis 2011 war er Bundesgesundheitsminister und anschließend bis 2013 Bundeswirtschaftsminister, Vizekanzler und FDP-Bundesvorsitzender. In den Jahren 2014 bis 2017 war Rösler Geschäftsführer und Vorstandsmitglied der Stiftung World Economic Forum (WEF) in der Schweiz. Von 2017 bis Anfang 2019 leitete er die Hainan Cihang Charity Foundation in New York, die gemeinnützige Stiftung und größte Einzelaktionärin des überschuldeten chinesischen Mischkonzerns HNA.
Seit 2019 ist Rösler Mandatsträger in mehreren Aufsichtsräten von Unternehmen und Organisationen. Außerdem ist er seit 2021 Honorarkonsul für Vietnam in der Schweiz.

## Leben

### Herkunft, Ausbildung und Beruf
Rösler wurde während des Vietnamkrieges um den 24. Februar 1973 – sein genaues Geburtsdatum ist unbekannt und wurde erst später amtlich festgelegt – in dem vietnamesischen Dorf Khánh Hưng (heute ein Teil von Sóc Trăng) geboren. Nach seiner Geburt wurde er namenlos an ein katholisches Waisenhaus im damaligen Saigon (heute Ho-Chi-Minh-Stadt) abgegeben. Dort adoptierte ihn im Alter von neun Monaten das niedersächsische Ehepaar Rösler. In der Folge wuchs er ab November 1973 in Deutschland auf. Die vierköpfige Familie Rösler mit zwei leiblichen Töchtern nahm ihn als drittes Kind bei sich auf und nannte ihn Philipp. Als Philipp Rösler vier Jahre alt war, trennten sich seine Eltern und er blieb bei seinem Vater Uwe Rösler (1941–2016), einem Berufssoldaten, Hubschrauberpiloten und Fluglehrer der Bundeswehr. Die Mutter, eine Krankenschwester, lebte nach der Scheidung in Chile. Rösler wuchs in Hamburg, Bückeburg und Hannover auf.
Rösler legte 1992 an der Lutherschule Hannover das Abitur ab. 1992 trat er als Soldat auf Zeit (SaZ 16) und Sanitätsoffizier-Anwärter (SanOA) der Marine in die Bundeswehr ein. Nach der Grundausbildung an der Marineschule Mürwik in Flensburg-Mürwik und der anschließenden Auslandsausbildungsreise mit dem Segelschulschiff Gorch Fock wurde er für ein ziviles Studium der Humanmedizin an der Medizinischen Hochschule Hannover (MHH) von 1993 bis 1999 vom Dienst freigestellt. Er studierte während seines Medizinstudiums zusätzlich vier Semester Philosophie und Geschichte an der Universität Hannover. Nach dem 3. Staatsexamen 1999 war er Arzt im Praktikum und begann eine fünfjährige Facharztausbildung zum Augenarzt am Facharztzentrum der Bundeswehr Hannover, die er am Bundeswehrkrankenhaus Hamburg fortsetzte. Ab 2001 war der Sanitätsoffizier in der Funktion eines Truppenarztes im Standortsanitätszentrum Hannover tätig. Im Jahr 2002 wurde er in Hamburg mit einer Arbeit über Rhythmusstörungen nach Herz-Operationen und deren medikamentöse Behandlung (Herz-, Thorax- und Gefäßchirurgie) zum Dr. med. promoviert. 2003 verließ er vorzeitig nach elf Jahren Dienstzeit die Bundeswehr und brach seine augenärztliche Facharztausbildung ab, um sich auf seine Arbeit als FDP-Landespolitiker in Niedersachsen zu konzentrieren. Er führt seit seiner Entlassung den Dienstgrad eines Stabsarztes der Reserve. Rösler wurde der erste deutsche Bundesminister mit asiatischer Abstammung. Als erster deutscher Bundesminister nahm der Reserveoffizier 2011 an einer Dienstlichen Veranstaltung (DVag) in Bundeswehruniform teil.
Im April 2020 half Rösler bei Aufbau und Koordination einer COVID-19-Behelfsklinik der Medizinischen Hochschule Hannover auf dem Gelände der Hannover-Messe. Über das Engagement Röslers wurde auch in vietnamesischen Medien berichtet. Im selben Jahr gründete er zudem die Beratungsfirma Consessor AG, welche europäische und südostasiatische Firmen berät.

### Parteilaufbahn

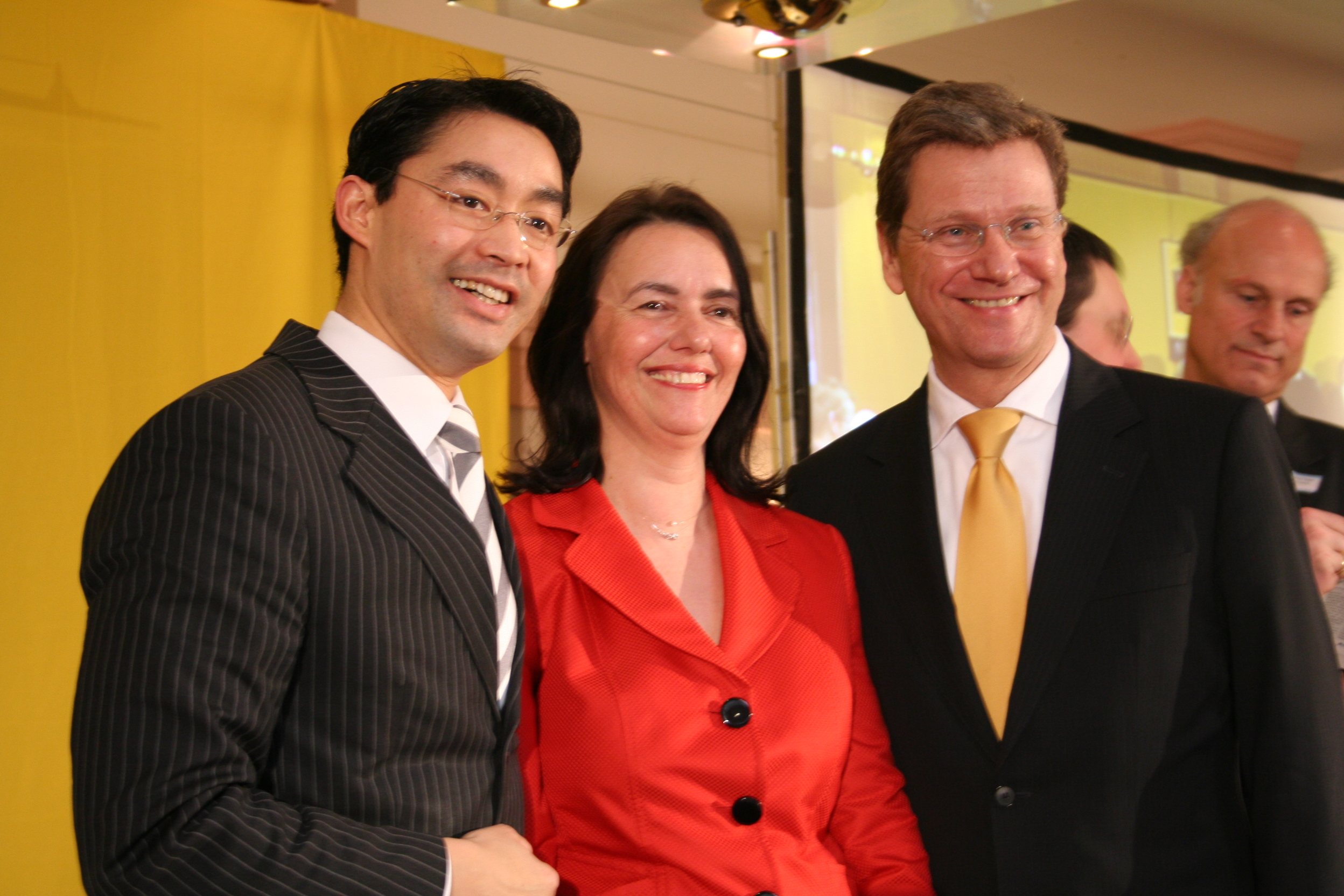
Philipp Rösler mit Nicole Bracht-Bendt und Guido Westerwelle auf der Landesvertreterversammlung der FDP Niedersachsen zur Aufstellung der Landesliste für die Bundestagswahl 2009

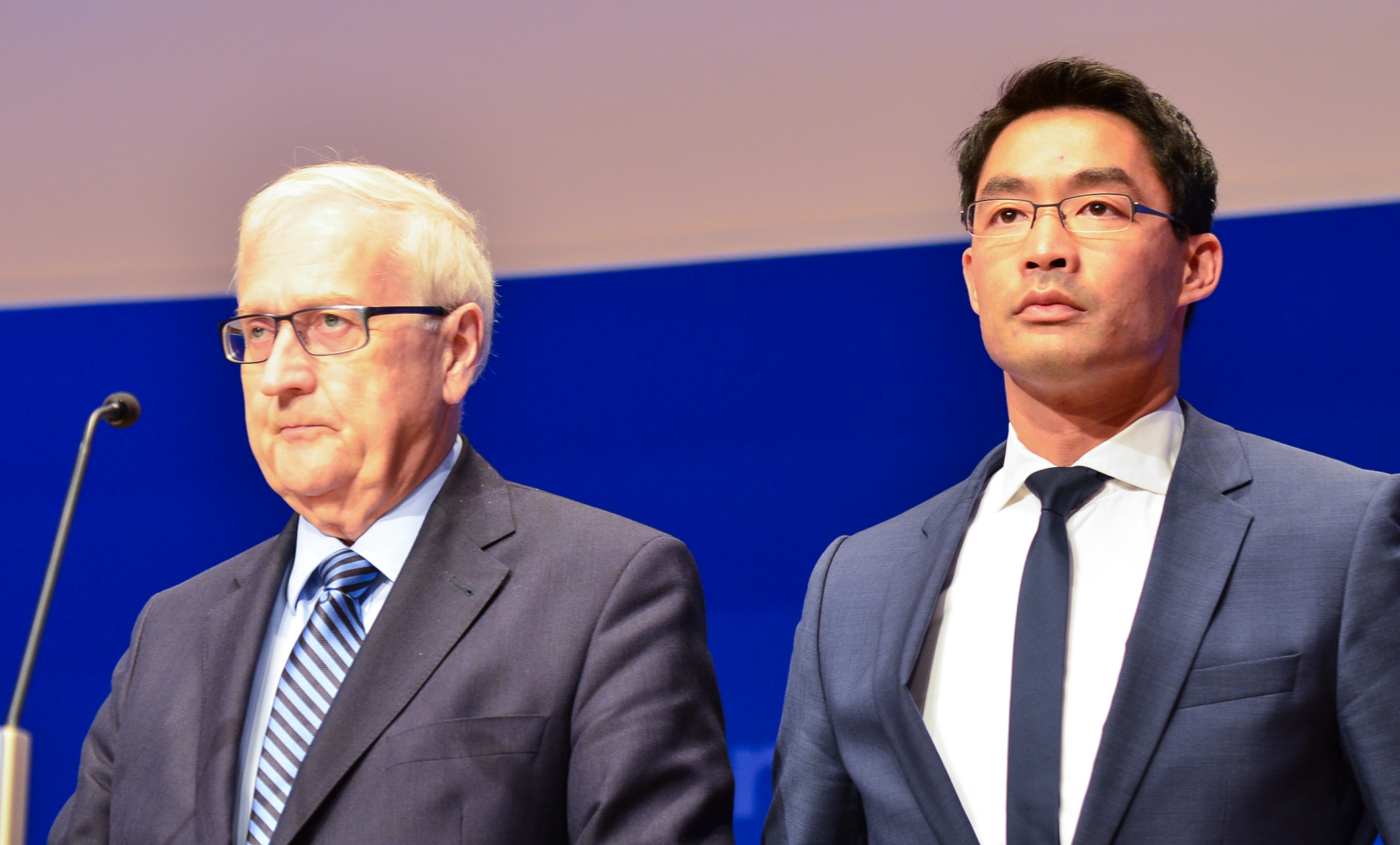
Auf der Wahlparty der FDP kommentieren Rainer Brüderle und Philipp Rösler am 22. September 2013 das schlechte Abschneiden ihrer Partei

Rösler trat 1992 der FDP und den Jungen Liberalen bei. 1994 wurde er zum Kreisvorsitzenden der Jungen Liberalen Hannover-Stadt gewählt. Seit 1996 war er Mitglied des Landesvorstands der FDP Niedersachsen. Im selben Jahr wurde er Landesvorsitzender der Jungen Liberalen Niedersachsen und blieb es bis 1999. Von 2000 bis 2004 war er Generalsekretär der FDP in Niedersachsen. Rösler war von 2001 bis 2006 Abgeordneter in der Regionsversammlung der Region Hannover und dort stellvertretender Fraktionsvorsitzender der FDP.
Am 5. Mai 2005 wurde er auf dem 56. Parteitag der FDP mit 95 Prozent der Stimmen, dem besten Einzelergebnis, zum Beisitzer im Präsidium der Bundespartei gewählt. Auf dem Landesparteitag am 18. März 2006 wurde er mit 96,4 Prozent zum neuen Landesvorsitzenden der niedersächsischen FDP gewählt. Er trat damit die Nachfolge von Walter Hirche an, der nach zwölf Jahren Amtszeit nicht mehr kandidierte. Auf dem Bundesparteitag der FDP Mitte Juni 2007 wurde er erneut ins Bundespräsidium seiner Partei gewählt. Dabei errang er mit über 88 Prozent der Delegiertenstimmen das zweitbeste Ergebnis.
Die Landesvertreterversammlung der FDP Niedersachsen wählte ihn am 8. Juli 2007 in Braunlage mit 96 Prozent zum Spitzenkandidaten für die Niedersächsische Landtagswahl am 27. Januar 2008. In seinem Landtagswahlkreis Hannover-Döhren (Wahlkreis 24) erreichte er am 27. Januar 2008 10,9 Prozent der Erststimmen. Am 19. April 2008 wurde er mit 95 Prozent als Landesvorsitzender im Amt bestätigt.
Am 13. Mai 2011 wurde Rösler mit 619 von 651 gültigen Stimmen (95,08 Prozent) bei zehn Enthaltungen und 22 Nein-Stimmen auf dem Bundesparteitag in Rostock zum Bundesparteivorsitzenden gewählt.
Am 14. Dezember 2011 trat überraschend FDP-Generalsekretär Christian Lindner zurück.
Er sagte, er wolle es dem FDP-Bundesvorsitzenden Rösler ermöglichen, „die wichtige Bundestagswahl 2013 mit einem neuen Generalsekretär vorzubereiten und damit auch mit neuen Impulsen zu einem Erfolg für die FDP zu machen“. Rösler machte Patrick Döring zu Lindners Nachfolger.
Nachdem die FDP nach der Bundestagswahl 2013 erstmals nicht mehr im Bundestag vertreten war, gab Rösler am 23. September 2013 seinen Rücktritt als Parteivorsitzender bekannt. Zu seinem Nachfolger wurde am 7. Dezember 2013 Christian Lindner gewählt.

### Öffentliche Ämter
Von 2003 bis Oktober 2009 war Rösler Mitglied im Niedersächsischen Landtag, bis Februar 2009 zudem Vorsitzender der FDP-Landtagsfraktion. Am 18. Februar 2009 wurde Rösler als Nachfolger von Walter Hirche niedersächsischer Minister für Wirtschaft, Arbeit und Verkehr sowie Stellvertretender Ministerpräsident des Landes Niedersachsen.
Am 28. Oktober 2009 wurde Rösler, der dem Bundestag nicht angehörte, Bundesgesundheitsminister im Kabinett Merkel II. Bis zum Eintritt von Kristina Schröder ins Kabinett war er dessen jüngstes Mitglied. Nach seiner Wahl zum FDP-Parteivorsitzenden wechselte Rösler am 12. Mai 2011 an die Spitze des Wirtschaftsministeriums und wurde am 16. Mai 2011 als Nachfolger von Guido Westerwelle zum Vizekanzler ernannt. Daniel Bahr wurde Röslers Nachfolger als Gesundheitsminister.

### Weltwirtschaftsforum

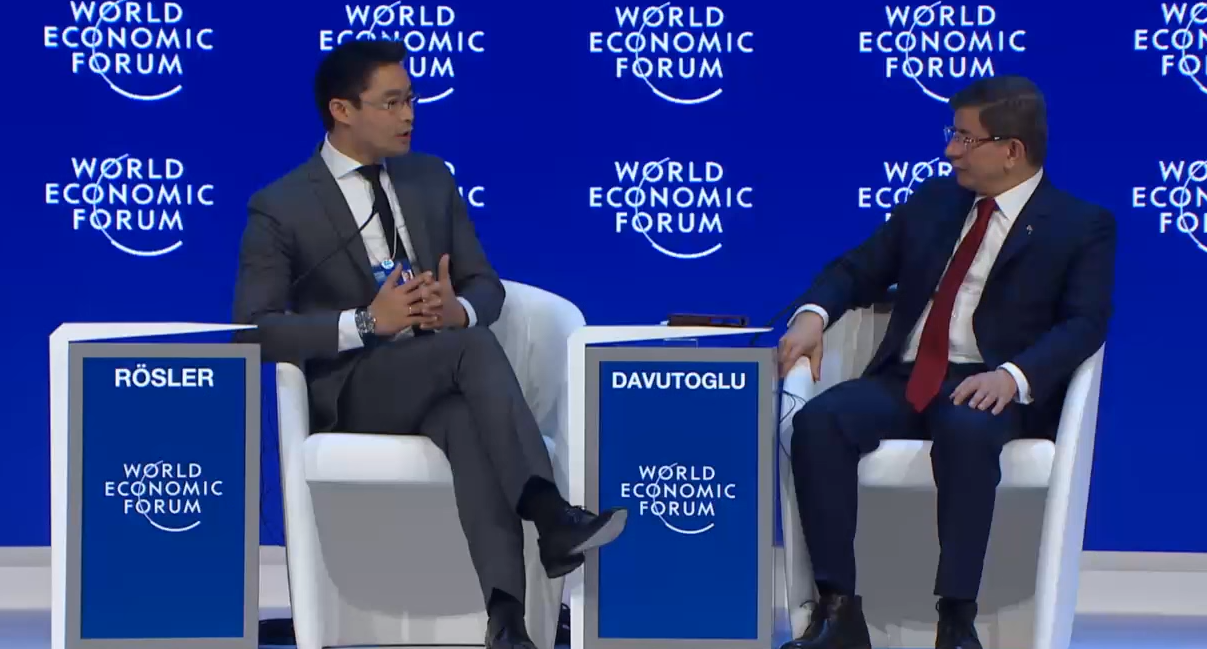
Philipp Rösler gemeinsam mit Ahmet Davutoğlu beim Weltwirtschaftsforum in Davos (2016)

Im Dezember 2013 wurde bekannt, dass Rösler ab dem 20. Februar 2014 zum Vorstand des Weltwirtschaftsforums gehören werde. Klaus Schwab, der Gründer des Weltwirtschaftsforums, hatte Rösler nur drei Tage nach der Bundestagswahl angerufen. Rösler war verantwortlich für die internationalen Regierungskontakte des Weltwirtschaftsforums. Im Juni 2014 besuchte er mit einer Wirtschaftsdelegation auf Einladung von Bundeskanzlerin Merkel Berlin und stellte dabei auch eine neue Untersuchung des Weltwirtschaftsforums zur Wettbewerbsfähigkeit der Europäischen Union vor. Am 8. November 2017 wurde bekannt, dass Rösler das Weltwirtschaftsforum zum Ende des Monats verlassen würde, um sich neuen beruflichen Aufgaben zu widmen.

### Hainan Cihang Charity Foundation
Im Dezember 2017 nahm Rösler seine Tätigkeit als Leiter der Hainan Cihang Charity Foundation mit Sitz in New York auf, der im Juli 2017 gegründeten gemeinnützigen Stiftung des chinesischen Mischkonzerns HNA. Diese Stiftung hält 29,5 % der Anteile an der HNA Group. In den vergangenen beiden Jahren hatte der Konzern weltweit 50 Milliarden Dollar für Übernahmen ausgegeben und Anteile an Logistikunternehmen, Hotels, Banken und Fluggesellschaften erworben. Wegen der umfangreichen Übernahmen und Investitionen, hoher Verschuldung und einer undurchsichtigen Konzernstruktur steht HNA bei Aufsehern und Banken unter besonderer Beobachtung. Rösler sollte nun offenbar um Vertrauen auf dem europäischen Markt werben. Rösler strebte im November 2017 einen Umzug mit seiner Familie nach Zürich an. Er hatte ausgehandelt, dass er seine Arbeit für HNA zum Teil von Zürich aus erledigen dürfe. Am 14. Dezember 2017 wurde Röslers Ernennung zum ersten Vorsitzenden der Hainan Cihang Charity Foundation bekannt gegeben. Anfang 2019 stieg er bei der Foundation aus, wofür er familiäre Gründe angab, unter anderem das ständige Hin und Her zwischen den Vereinigten Staaten und der Schweiz.

### Mandatsträger in öffentlichen und wirtschaftlichen Gremien
Rösler war ab 2008 Mitglied des Zentralkomitees der deutschen Katholiken. Im November 2010 wurde Rösler Vorsitzender des Kuratoriums der Robert-Enke-Stiftung. Im April 2014 wurde er in dieser Funktion von Stephan Weil abgelöst.
In seiner Funktion als Bundesminister für Wirtschaft und Technologie war er ab 2012 Vorsitzender des Verwaltungsrats der KfW Bankengruppe.
Am 6. Juli 2012 wurde Rösler Mitglied im ZDF-Fernsehrat und ersetzte damit seinen Parteikollegen Rainer Brüderle. Sein Nachfolger für die FDP im ZDF-Fernsehrat war Christian Lindner. Von 2018 bis 2022 gehörte Rösler dem Kuratorium der gemeinnützigen Bertelsmann Stiftung an. Seit August 2018 ist Rösler Mitglied des Aufsichtsratsgremiums der Constructor University. 2018 wurde Rösler in den Aufsichtsrat der Siemens Healthineers berufen. Seine Amtszeit endete im Februar 2023. Ferner ist Rösler Mitglied im Aufsichtsrat des finnischen Energiekonzerns Fortum und des vietnamesischen Agrarkonzerns Loc Troi Group. 2020 wurde Rösler Mitglied im Beirat des Coworking-Startups Rent 24 und Aufsichtsratsmitglied des IT-Unternehmens Brainloop. Seit 2023 ist er Teil des Verwaltungsrats von Bitcoin Suisse. Seit 2024 ist Rösler außerdem Mitglied des Aufsichtsrats der Grand Metropolitan Hotels. Seit Juni 2025 ist Rösler Mitglied des Nachhaltigkeitsrats der Bayer AG.

### Honorarkonsul von Vietnam
Am 23. Oktober 2021 wurde Rösler zum Honorarkonsul von Vietnam in der Schweiz ernannt.

### Privates
Durch seine Taufe wurde er im Jahr 2000 Mitglied der römisch-katholischen Kirche. Taufpatin war seine damalige Freundin und spätere Ehefrau Wiebke Rösler (geborene Lauterbach), eine Ärztin. Das Paar heiratete 2002, bekam 2008 Zwillingstöchter und lebt seit 2013 in Zumikon bei Zürich.

## Politik als Bundesminister für Gesundheit (2009–2011)

### Konzepte
Eine Reform des Gesundheitswesens war die zentrale Aufgabe der deutschen Gesundheitspolitik. Rösler vertrat als Gesundheitsminister die Ansicht, dass eine Gesundheitsprämie der Bürgerversicherung vorzuziehen sei. Bei seiner Antrittsrede vor dem Deutschen Bundestag hob er hervor, dass die Solidarität in der gesetzlichen Krankenversicherung (GKV) derzeit bei der Beitragsbemessungsgrenze ende. Einkommen über der Grenze hinaus werden nicht für die gesetzliche Krankenversicherung herangezogen. Vermögende Bürger würden zudem oft von der GKV in die private Krankenversicherung (PKV) wechseln. Der Ausgleich zwischen Arm und Reich sei nach Röslers Ansicht daher im Steuer- und Transferwesen besser aufgehoben als im Gesundheitswesen. Auch die durch die Gesundheitsprämie entstehende Belastung unterer Einkommensschichten sollte im Steuerwesen aufgefangen werden.
Im Februar 2010 kommentierte Rösler seine Reformpläne: „Wenn es mir nicht gelingt, ein vernünftiges Gesundheitssystem auf den Weg zu bringen, dann will mich keiner mehr als Gesundheitsminister haben. Davon gehe ich fest aus.“ In den Medien wurde diese Aussage zumeist als eine indirekte Rücktrittsdrohung interpretiert.
Am 1. Juli 2010 legte Rösler sein Konzept für die Einführung einer Gesundheitsprämie vor. Darin war eine Pauschale von durchschnittlich 30 Euro vorgesehen, die jeder Kassenversicherte der GKV bezahlen sollte. Der soziale Ausgleich sollte aber aufgrund des hohen bürokratischen Aufwands nicht im Steuerwesen, sondern weiterhin innerhalb des Gesundheitswesen erfolgen. Die Beitragssätze sollten dazu in bis zu sechs einkommensabhängige Gruppen gestaffelt werden. Geringverdiener sollten einen verringerten Beitragssatz von 5 % zahlen, während die einkommensstärkste Gruppe den Höchstbeitragssatz für Arbeitnehmer zahlen müsste. Der Höchstbeitragsatz von Arbeitnehmern sollte von 7,9 % (Arbeitnehmerbeitragssatz 7 % zzgl. Sonderbeitrag 0,9 %) auf 7,3 % fallen. Dazu sollte der Sonderbeitrag abgeschafft und der Arbeitgeberbeitragsatz von 7 % auf 7,3 % erhöht werden. Das für die Berechnung zugrundeliegende Einkommen sollte nicht mehr nur den Lohn berücksichtigen, sondern auch auf restliche Einkünfte wie Mieteinnahmen oder Zinseinnahmen ausgeweitet werden. Konkret hätte dies bedeutet, dass die Einkünfte bis 3400 Euro entweder entlastet oder im schlimmsten Fall die Belastung gleich geblieben wäre. Dafür wären die Einkünfte von 3400 Euro bis zur Beitragsbemessungsgrenze von 3750 Euro stärker belastet worden. Röslers Reformvorhaben scheiterte jedoch am Widerstand von Horst Seehofer und der CSU.
Am 4. Juli legte Rösler daraufhin ein weiteres Reformkonzept vor. Dieses Konzept wurde schlussendlich durch die Arzneimittelsparpakete I und II und die Gesundheitsreform 2011 umgesetzt. Zudem übte Rösler an der CSU Kritik und warf ihr vor, dass sie zwar kritisiere, aber selbst keinen alternativen Vorschlag bringe, um das drohende Haushaltsdefizit von bis zu 11 Milliarden Euro im Gesundheitswesen auszugleichen. Einen Vorschlag aus der CSU, die Praxisgebühren auf jeden Arztbesuch auszuweiten, lehnte Rösler ab.

### Arzneimittelsparpaket I (Juni 2010)
Am 18. Juni 2010 wurde das Arzneimittelsparpaket I verabschiedet und trat zum 1. August in Kraft. Es war Teil der kurzfristigen Maßnahmen gegen die hohen Arzneimittelpreise. Dazu wurde der Herstellerabschlag für die gesetzliche Krankenversicherung (GKV) für alle Arzneimittel ohne Festbetrag von sechs auf 16 Prozent erhöht. Damit die Pharmaunternehmen den Herstellerabschlag nicht durch Preiserhöhungen umgehen konnten, wurden die Arzneimittelpreise für die GKV bis Ende 2013 auf dem Stand vom August 2009 eingefroren (Preismoratorium). Um einen weiteren Anreiz zur allgemeinen Preissenkung zu bieten, wurde zudem vereinbart, dass Preissenkungen für ein Arzneimittel vom Herstellerabschlag für die GKV abgezogen werden. Dies führte jedoch dazu, dass einige Pharmaunternehmen ihre Arzneimittelpreise zuerst anhoben und dann wieder senkten. Die Senkung im zweiten Schritt konnten sie sich dann anrechnen lassen. Mit dieser „Preisschaukel“ wollten diese Pharmaunternehmen bei einigen Arzneimittel den Herstellerabschlag unterlaufen. Mit der Gesundheitsreform 2011 wurde diese Gesetzeslücke geschlossen und die entsprechenden Arzneimittel mit einem zusätzlichen Herstellerabschlag von 4,5 % auf 20,5 % im Jahr 2011 belegt.

### Arzneimittelsparpaket II und Gesundheitsreform 2011 (November 2010)

#### Krankenkassen
Im Rahmen der im November 2010 verabschiedeten Gesundheitsreform wurde am 1. Januar 2011 der allgemeine (ermäßigte) Beitragssatz der Krankenkassen von 14,9 % (14,3 %) auf seinen alten Stand von 15,5 % (14,9 %) angehoben. Künftige Kostensteigerungen sollten von den Versicherten über einen Zusatzbeitrag ausgeglichen werden. Dies begründete Rösler damit, dass in Zukunft steigende Gesundheitskosten nicht mehr zu einer Erhöhung der Lohnnebenkosten führen sollten.

#### Gesetz zur Neuordnung des Arzneimittelmarktes (AMNOG)
Mit der Reform wurde das Gesetz zur Neuordnung des Arzneimittelmarktes (AMNOG) verabschiedet. Durch die Reform wurden Mittel zur Senkung der Arzneimittelpreise bereitgestellt. Unter anderem setzte darin Rösler als erster Bundesgesundheitsminister die Arzneimittel-Nutzenbewertungsverordnung (auch „frühe Nutzenbewertung“) gegen die Pharmaunternehmen in Deutschland durch. Die Pharmaunternehmen können damit nicht mehr die Preise neuer Arzneimittel frei gestalten und müssen den Zusatznutzen für neue Arzneimittel nachweisen. Sie sind verpflichtet, innerhalb eines Jahres den Preis des Arzneimittels mit der gesetzlichen Krankenversicherung zu vereinbaren. Kommt keine Einigung zustande, entscheidet eine zentrale Schiedsstelle über den Arzneimittelpreis. Das Institut für Qualität und Wirtschaftlichkeit im Gesundheitswesen (IQWiG) und der Gemeinsame Bundesausschuss (G-BA) können in diesem Prozess als unabhängige Instanzen mit der Bewertung des Zusatznutzens von Arzneimitteln beauftragt werden. Ein weiterer wichtiger Punkt ist, dass die Verantwortung für preisgünstige Arzneimittel von den Ärzten wieder stärker auf die Krankenkassen übertragen wurde. Die Krankenkassen haben zum Beispiel mit den Arzneimittel-Rabattverträgen mehr Mittel zur Preisregulierung. Die Bonus-Malus-Regelung wird damit aufgehoben, die Ärzte werden entlastet. Auch die Regelung zur Verordnung besonderer Arzneimittel (Zweitmeinung) wurde abgeschafft.
Mit dem AMNOG wurde zudem verabschiedet, dass das Kartellrecht für die freiwillig abgeschlossenen Verträge von Krankenkassen und Leistungserbringern gilt. Ausgenommen sind kollektivvertragliche Regelungen und solche Verträge, zu deren Abschluss die Kassen oder ihre Verbände verpflichtet sind, wie etwa die Vertragsverpflichtungen für die Heilmittel- und Hilfsmittelversorgung. Diese Änderung sollte die Wettbewerbsbeschränkung durch die Krankenkassen verhindern. Diese schlossen sich in Verbänden zusammen und waren dadurch in einer sehr starken Verhandlungsposition. Die Krankenkassen kritisierten diese Gesetzesänderung und argumentierten, dass schließlich der Versicherte von den Rabattverträgen profitiere. Das Kartellamt beruhigte und stellte klar, dass das AMNOG das praktizierte System der Rabattverträge zuließe, solange die Krankenkassen nicht übertrieben.

#### Private Krankenversicherung
Mit der Gesundheitsreform 2011 wurden die Arzneimittel-Rabatte auch auf die Private Krankenversicherung (PKV) ausgeweitet. Zudem wurde die 2007 eingeführte Drei-Jahres-Frist zum Übertritt in die PKV abgeschafft: Versicherte müssen seitdem nicht mehr drei Jahre in Folge über der Versicherungspflichtgrenze liegen.

#### Hausarztverträge
In der Gesundheitsreform 2011 wurde festgeschrieben, dass Honorarsteigerungen bei Hausärzten künftig nicht stärker steigen dürfen als bei den anderen Ärzten. Die Vergütungen müssen sich zudem mehr am allgemeinen Honorarniveau der ärztlichen Versorgung orientieren. Die bereits abgeschlossenen Hausärzteverträge bleiben davon unberührt. Rösler erklärte dies damit, dass die Bevölkerung es nicht akzeptieren würde, wenn nicht alle Gruppen zur Konsolidierung des Gesundheitshaushalts beitragen. Die Honorare der Hausärzte waren in vorangegangenen Jahren stark gestiegen und 2009 sogar an den Honoraren der Fachärzte vorbeigezogen. Dennoch äußerten Hausärzteverbände im Vorfeld der Reform ihren Unmut über die geplanten Veränderungen. Die Hausärzte drohten Rösler offen mit der Rückgabe der Kassenzulassungen, wenn er nicht von seinen Plänen abließe, und streikten. Das Bundesgesundheitsministerium ging jedoch nicht auf ihre Forderung ein und die Hausärzte gaben am Ende ihren Protest auf, nachdem der Bayerische Hausarztverband nicht die erforderliche Mehrheit von sechzig Prozent für einen kollektiven Ausstieg aus dem Kassensystem unter seinen Mitgliedern gefunden hatte.

#### Weitere Regelungen
- Die Honorarsteigerungen von Vertragsärzten wurden für die Jahre 2011 bis 2012 begrenzt.
- Die Verwaltungskosten der Krankenkassen wurden für die Jahre 2011 und 2012 auf das Niveau von 2009 eingefroren.
- Die schon vereinbarten Ausgaben für die Mehrleistungen der Krankenhäuser werden für das Jahr 2011 um 30 % reduziert.
- Für den Pharmagroßhandel sinkt ab dem 1. Januar 2012 der Aufschlag auf 70 Cent pro Packung plus 3,15 % vom Herstellerabgabepreis. Im Jahr 2011 muss er stattdessen 0,85 % vom Herstellerabgabepreis als „seinen Einsparbeitrag“ abführen.[76]

#### Kritik an der Gesundheitsreform 2011
Die Maßnahmen der Gesundheitsreform stießen bei Gewerkschaften, Arbeitgebern und Sozialverbänden ebenso auf breite Ablehnung wie in der Opposition. Der Deutsche Gewerkschaftsbund sprach von einer „Kampfansage an die Bürger“. Vielfach wurde kritisiert, dass die Erhöhung der Krankenkassenbeiträge für Pflichtversicherte dem Koalitionsvertrag zwischen FDP und Union widersprächen. SPD-Fraktionsvorsitzender Frank-Walter Steinmeier warf Rösler Versagen vor und kommentierte: „Die Regierung startet mit einem grandiosen Wortbruch in die Sommerpause.“ Auch in den eigenen Reihen der Regierungsparteien wurde Kritik geäußert, so von den Ministerpräsidenten Stefan Mappus (CDU), Stanislaw Tillich (CDU) und Horst Seehofer (CSU).

## Politik als Bundesminister für Wirtschaft und Technologie (2011–2013)

### Wachstum
Anfang 2012 richtete Rösler die FDP neu aus, indem er „Wachstum“ als neues Leitwort und Markenkern der Partei definierte. Dieser Schwenk bedeutete gleichzeitig die Abkehr des bisherigen Fokus auf Steuersenkungen der Westerwelle-Zeit. „Wenn alle anderen Parteien sich vom Wachstum distanzieren, braucht Deutschland eine Partei, die sich klar dazu bekennt – die FDP“, so Rösler.

### Energiepolitik

#### Kohlekraftwerke
Rösler sprach sich infolge des Atomausstiegs dafür aus, neue fossile Kraftwerke, darunter auch Kohlekraftwerke, zu bauen und diese mit staatlichen Mitteln zu fördern. Der Zuschuss sollte bis zu 15 % der Investitionskosten betragen. „Wer aus der Kernenergie aussteigen will, der muss auch in fossile Kraftwerke einsteigen. Alles andere wäre unseriös. […] Ich erwarte von denjenigen, die in den letzten 20, 30 Jahren gegen Kernenergie demonstriert haben, dass sie jetzt fest an meiner Seite stehen, wenn wir neue Kohlekraftwerke, Gaskraftwerke und 4500 Kilometer neue Netze bauen.“ Die Gelder hierfür – für die Jahre 2013 und 2016 wurden ca. 165 Millionen Euro pro Jahr kalkuliert – sollten aus dem Energie- und Klimafonds stammen, der wiederum aus dem Emissionsrechtehandel finanziert wird. Durch das Überangebot an Zertifikaten lag deren Preis jedoch deutlich unterhalb des ursprünglich geplanten Niveaus und der Fonds war mit deutlich weniger Kapital ausgestattet als vorgesehen.
Umweltschützer kritisierten, dass es absurd sei, ausgerechnet aus dem Klimafonds neue Kohlekraftwerken zu subventionieren. Sie bestritten zudem, dass zusätzliche Kohlekraftwerke benötigt würden, zumal ohnehin eine Reihe Kohlekraftwerke in Bau waren. Auch seien Kohlekraftwerke ungeeignet, die Schwankungen der volatilen Energiequellen Windenergie und Photovoltaik auszugleichen, da sie nur langsam regelbar seien. Viel besser eigneten sich moderne Gas-und-Dampf-Kombikraftwerke, die zudem deutlich weniger Kohlenstoffdioxid ausstießen als Kohlekraftwerke. Auch von Seiten der EU wurde diese Subvention bemängelt, da bei Kraftwerken ohne CCS-Technologie nur 5 % Zuschüsse fließen dürften.

#### Erneuerbare Energien
Rösler sprach sich wiederholt für eine Deckelung des Photovoltaik-Zubaus aus. Nach monatelangem Streit mit Umweltminister Norbert Röttgen einigte er sich auf starke Kürzungen der Einspeisevergütung für Solarstrom. Obwohl auch die Opposition grundsätzlich Kürzungen befürwortet, geriet die Überarbeitung des Erneuerbare-Energien-Gesetzes in starke Kritik, auch von Koalitionsmitgliedern, da sie Wirtschafts- und Umweltministerium eine Reihe von zuvor nicht dagewesenen Sonderbefugnissen einräumte. So wurde insbesondere die Ermächtigung kritisiert, Vergütungskürzungen auch ohne den Bundestag durchzuführen. Diese Ermächtigung hätte auch für alle anderen Erneuerbaren Energien gegolten. Ebenfalls stieß die von Rösler und Röttgen gesetzte Übergangsfrist auf großen Widerstand – die Einigung erfolgte am 22. Februar 2012, sollte Ende März vom Bundestag beschlossen werden und die Kürzung rückwirkend schon ab dem 9. März gelten. Dies wurde auch innerhalb der Koalition als nicht vereinbar mit dem Vertrauensschutz der Investoren kritisiert, Hans-Jürgen Papier äußerte angesichts der Abruptheit der Kürzungen sogar verfassungsrechtliche Bedenken. Beide Regelungen wurden mittlerweile nach partei- und koalitionsinterner Kritik wieder zurückgenommen. Von Opposition, Umweltverbänden sowie Solarbranche wurde zudem die Höhe der Kürzungen kritisiert. Diese würde die ohnehin gefährdeten Unternehmen in die Insolvenz treiben, zudem seien die Kürzungen nicht mit der ein Jahr zuvor beschlossenen Energiewende vereinbar.

#### Energieeffizienz

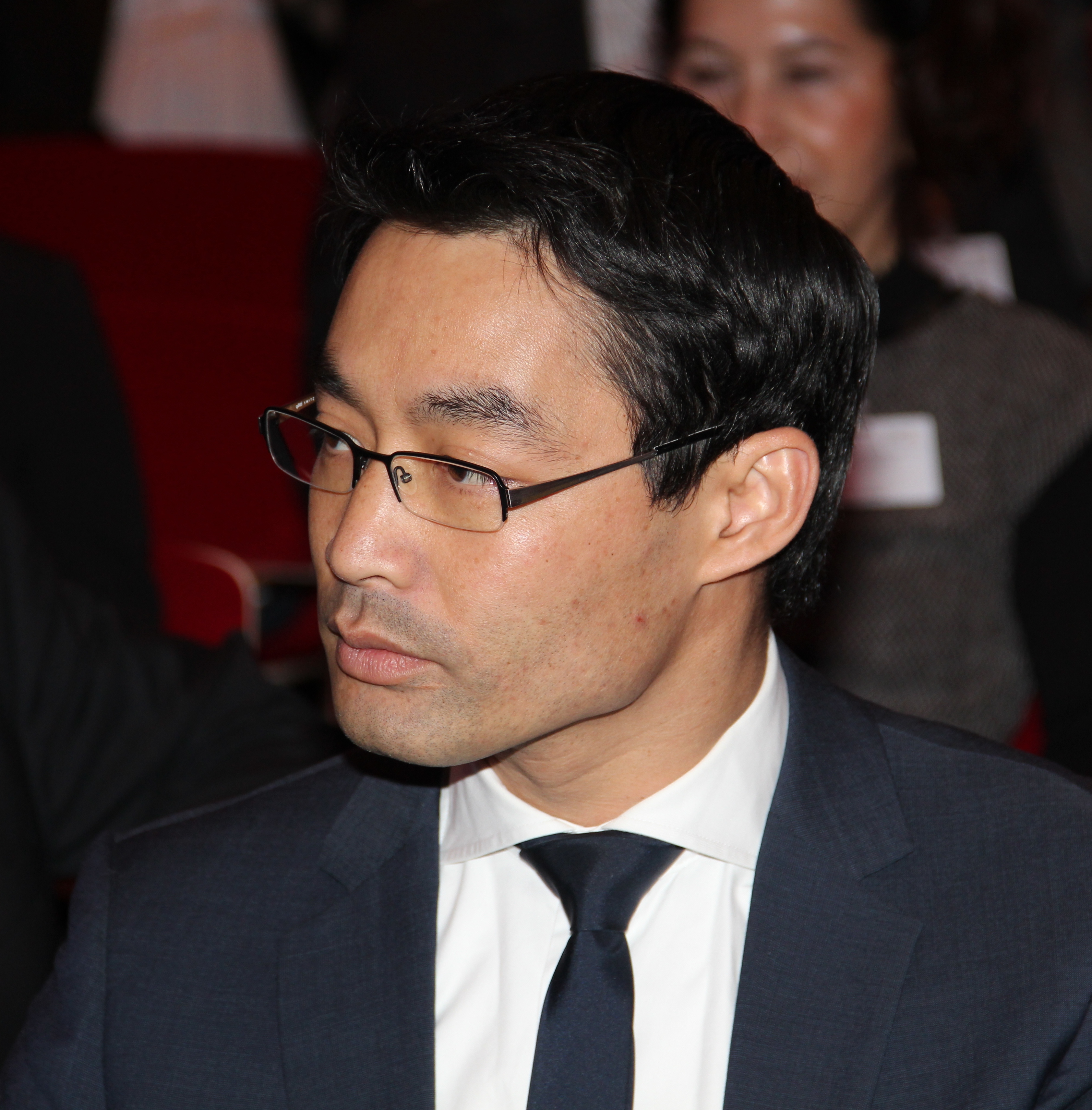
Philipp Rösler 2013 beim Elektromobilitätsgipfel in Berlin

Die von der EU angestrebte Energieeffizienzrichtlinie lehnt Rösler als „Planwirtschaft“ ab. Diese sieht vor, dass Energieunternehmen ihren Kohlendioxidausstoß pro Jahr um 1,5 % senken müssen. Hierfür wurde er vom früheren CDU-Minister Klaus Töpfer als „Bremser“ der Energiewende bezeichnet. Auch EU-Kommissar Günther Oettinger hatte für die Energieeffizienzrichtlinie plädiert.
Im Februar 2012 einigten sich Rösler und Röttgen, der die Energieeffizienzrichtlinie befürwortete, auf einen Kompromissvorschlag. Statt starren Vorschriften sollen die EU-Staaten ihre Energieeffizienz-Ziel „flexibel“ festlegen können, neben einer starren Senkung des Energieverbrauches soll auch eine höhere Effizienz im Energieverbrauch möglich sein. Zudem setzt Rösler auf freiwillige Einsparungen der Industrie. Kritiker monieren, dies sei kontraproduktiv, da es mit einer solchen Regelung entgegen den ursprünglichen Zielen unter gewissen Umständen sogar zu einem Mehrverbrauch an Energie kommen könne. Auch Bundeskanzlerin Angela Merkel äußerte im Juli 2012 Kritik an Röslers damaligem Vorgehen.
2011 war Rösler in die Kritik von Automobil- und Umweltverbänden geraten, weil die vom Bundeswirtschaftsministerium erarbeitete Pkw-Energieverbrauchskennzeichnungsverordnung, die ursprünglich als Effizienzlabel für Autos konzipiert war, auf Druck des Verbandes der Automobilindustrie so ausgelegt war, dass das Gewicht der Fahrzeuge mit in die Bewertung einfließt. Als Ergebnis davon erhalten leistungsstarke Fahrzeuge mit hohem CO2-Ausstoß wie zum Beispiel ein Audi Q7 oder ein Porsche Cayenne, die ein hohes Gewicht aufweisen, häufig eine sehr gute Einstufung (= umweltfreundlich), während verbrauchsarme, aber leichte Kleinwagen oft vergleichsweise schlecht eingestuft werden. Würde man die Verordnung auch auf Panzer anwenden, fiele beispielsweise ein mehr als 60 Tonnen schwerer Kampfpanzer Leopard 2 mit 1500 g CO2-Ausstoß in die fünftbeste Kategorie E, genauso wie ein vergleichsweise sparsamer VW Golf 1.4.

## Kontroversen

### Grundsatzabteilung im Gesundheitsministerium
Im Januar 2010 berief Rösler den stellvertretenden Direktor des Verbandes der privaten Krankenversicherung (PKV), Christian Weber, zum Leiter der Grundsatzabteilung im Gesundheitsministerium. Da Weber eine Umstellung des Gesundheitssystems von der Umlagefinanzierung auf eine private Basis ausarbeiten sollte, wurde dem Ministerium mangelnde Unabhängigkeit vorgeworfen und von Opposition und einigen Beobachtern Röslers Vorgehen als „Klientelpolitik“ bezeichnet. Weber selbst hatte in der Vergangenheit auch für das Wissenschaftliche Institut der AOK (WIdO) gearbeitet; er will an der Trennung von GKV und PKV im Gesundheitswesen festhalten.

### Arzneimittel-Kontroverse
Im Juni 2009 unterzeichneten bei einem Treffen die Wirtschaftsminister der Länder, darunter der damalige niedersächsische Wirtschaftsminister Rösler, eine Stellungnahme gegen das Institut für Qualität und Wirtschaftlichkeit im Gesundheitswesen (IQWiG). Das IQWiG müsse auf die „Wettbewerbsfähigkeit, insbesondere der heimischen pharmazeutischen Unternehmen“, achten. Dies soll in Absprache mit dem Verband Forschender Arzneimittelhersteller (VfA), einem Interessenverband der Pharmahersteller, geschehen sein. Da der von den Landeswirtschaftsministern gefasste Beschluss, das IQWiG schade dem Standort Deutschland, in weiten Teilen identisch mit dem VfA-Entwurf ist, sehen Kritiker hier eine erfolgreiche Lobbyarbeit der Pharmaindustrie gegen das IQWiG.
Auch Röslers Rolle bei der Nichtverlängerung des Arbeitsvertrags mit Peter Sawicki, dem damaligen Leiter der IQWiG, wird als bedenklich gesehen. Kritiker vermuten hinter der Absetzung politische Gründe und den Druck der Pharmaunternehmen, um einen für die Pharma-Lobby genehmeren Leiter einzusetzen. Ebenso war Bundeskanzlerin Angela Merkel durch die damalige Leiterin des Referats Gesundheitspolitik, Susanne Wald, bei der Absetzung von Peter Sawicki in die Sache verwickelt. Sawickis Nachfolger Jürgen Windeler gilt allerdings, entgegen dieser Befürchtung, als ähnlich kritisch in Fragen der Arzneimittelbewertung.

### Tortenwurf auf Rösler während der Cebit
Am 8. März 2012 wurde Philipp Rösler während eines Messe-Rundgangs auf der Cebit mit einem Tortenstück beworfen. Beim Täter handelte es sich um einen 25-Jährigen, der noch vor Ort von Personenschützern des Bundeskriminalamtes festgenommen wurde. Philipp Rösler stellte einen Strafantrag, worauf gegen den 25-Jährigen wegen versuchter Körperverletzung und Sachbeschädigung ermittelt wurde.

### Armutsbericht der Bundesregierung
Im November 2012 wurde Rösler von Opposition, Sozialverbänden und Gewerkschaften vorgeworfen, den Armuts- und Reichtumsbericht der Bundesregierung manipuliert und missliebige Informationen vertuscht zu haben. Zuvor war bekannt geworden, dass auf Intervention Röslers entscheidende Textpassagen zur Vermögensverteilung und zur zunehmenden Einkommensspreizung umgeschrieben bzw. ganz gelöscht worden waren. Die Süddeutsche Zeitung berichtete, dass beispielsweise die in der Einleitung einer früheren Version zu findende Aussage „Die Privatvermögen in Deutschland sind sehr ungleich verteilt“ komplett herausgenommen wurde; ebenso vollständig gelöscht wurde der Satz „Allerdings arbeiteten im Jahr 2010 in Deutschland knapp über vier Mio. Menschen für einen Bruttostundenlohn von unter sieben Euro.“ Zudem habe in der ersten Version gestanden: „Während die Lohnentwicklung im oberen Bereich positiv steigend war, sind die unteren Löhne in den vergangenen zehn Jahren preisbereinigt gesunken. Die Einkommensspreizung hat zugenommen.“ Dies würde „das Gerechtigkeitsempfinden der Bevölkerung“ verletzen und könne „den gesellschaftlichen Zusammenhalt gefährden“. In der neuen Version sei diese Passage durch die Aussage ersetzt worden, dass sinkende Reallöhne „Ausdruck struktureller Verbesserungen“ am Arbeitsmarkt seien.
Bereits an der Ursprungsfassung vom September 2012 hatte Rösler scharfe Kritik geübt und ihr im Namen der Bundesregierung eine Absage erteilt. So hatte der Armutsbericht eine Reihe von Vorschlägen gemacht, um die sich immer weiter öffnende Schere zwischen Arm und Reich wieder zu schließen, darunter zum Beispiel „allgemein verbindlichen und angemessenen Lohnuntergrenzen“. Dies war von Röslers Wirtschaftsministerium als „nicht zustimmungsfähig“ abgelehnt worden; der Entwurf sei „nicht ressortabgestimmt“ und entspreche daher „auch nicht der Meinung der Bundesregierung“.
Rösler verteidigte die Änderungen im Armutsbericht. Deutschland gehe es so gut wie nie zuvor in seiner Geschichte, deshalb würden Passagen, die suggerierten, es würde den Menschen schlecht gehen, einen falschen Eindruck vermitteln. Deshalb habe er gesagt, „wir müssen die Wirklichkeit schon abbilden.“
Nachdem der Bericht ursprünglich bereits 2012 erscheinen sollte, wurde er am 6. März 2013 veröffentlicht. Als Grund für die Verzögerung wurde angegeben, dass sich der Bericht noch immer in der Ressortabstimmung zwischen den beteiligten Ministerien befinde. Auch die endgültige Fassung weist im Vergleich zur Ursprungsfassung einige Streichungen von Aussagen sowie inhaltliche Veränderungen auf.

## Kabinette
- Kabinett Wulff II
- Kabinett Merkel II

## Schriften (Auswahl)
- Einfluss der prophylaktischen Sotalolapplikation auf die Inzidenz des postoperativen Vorhofflimmerns im Rahmen der aortokoronaren Bypassoperation. Hannover 2001, DNB 964258196 (Dissertation Medizinische Hochschule Hannover 2002, 59 Seiten).
- mit Christian Lindner (Hrsg.): Freiheit: gefühlt – gedacht – gelebt. Liberale Beiträge zu einer Wertediskussion. VS-Verlag, Wiesbaden 2009, ISBN 978-3-531-16387-1.